# ستریژوف (ناحیه چسکه بودیوویتسه)
ستریژوف (به چکی: Střížov) یک منطقهٔ مسکونی در جمهوری چک است که در شهرستان چسکه بودیوویتسه واقع شده‌است. ستریژوف ۴٫۶۶ کیلومتر مربع مساحت و ۱۸۲ نفر جمعیت دارد و ۴۹۴ متر بالاتر از سطح دریا واقع شده‌است.